# 第氏马先蒿
第氏马先蒿（学名：Pedicularis dielsiana）为列当科马先蒿属的植物，为中国的特有植物。分布在中国大陆的四川、湖北等地，生长于海拔2,135米的地区，多生在草坡中，目前尚未由人工引种栽培。